# Waldenburg (Arkansas)
Waldenburg ist eine Stadt im Poinsett County in Arkansas, Vereinigte Staaten. Im Jahr 2000 lebten hier 80 Einwohner.

## Geographie
Der Ort bedeckt eine Fläche von 0,4 km².

## Geschichte
In der Nähe des Ortes überquerten etwa 1541 die ersten Europäer den Mississippi River. Viel später wurde der Ort von deutschen Einwanderern gegründet. Beim Bevölkerungszensus 2000 war allerdings nicht wie in den nördlich angrenzenden Gebieten "deutsch" sondern "amerikanisch" die häufigste Abstammungsangabe, was auf eine schon in historischer Zeit starke Vermischung unterschiedlicher Einwanderergruppen hindeutet.